# Alice De Val
Alice De Val (29 giugno 1992) è una calciatrice italiana, di ruolo difensore.

## Carriera

### Club
Alice De Val si appassiona al calcio fin da giovanissima e a 10 anni decide di tesserarsi con la società del suo paese di residenza, il Condor, con sede ad Azzano Decimo, dove gioca con i maschietti nelle formazioni miste fino alla categoria Esordienti nel ruolo di attaccante centrale.
Arrivata ai 13 anni, età massima consentita dalla federazione per giocare nelle formazioni miste, trova un accordo con il Pasiano, che le offre l'opportunità di continuare la carriera agonistica in una formazione interamente formata da ragazze. De Val, alla sua prima stagione in maglia bianconera gioca come attaccante nella formazione iscritta al Campionato Primavera ma grazie alle sue prestazioni viene ben presto inserita in rosa nella formazione titolare. Con il Pasiano gioca quattro stagioni, durante le quali contribuisce a fare conquistare alla squadra la promozione dalla Serie C alla Serie B, l'allora terzo livello del campionato italiano femminile di calcio, contribuendo con 25 reti segnate. Con la retrocessione della squadra in serie C regionale De Val decide di lasciare la società per mettersi in discussione.
Nell'estate 2010 coglie l'occasione offertale dal Graphistudio Pordenone per giocare in Serie A2 sotto le direttive del mister Giovanni Cesarano. De Val contribuisce a raggiungere la promozione alle neroverdi al termine della stagione 2011-2012. Segna la sua prima rete in serie A il 15 marzo 2014, alla 23ª giornata della stagione 2013-2014, quando realizza al 24' il gol del parziale 2-0 per le neroverdi sul Napoli, incontro poi vinto per 3-1.
Nell'estate 2015 si trasferisce al Tavagnacco, società con la quale disputa due stagioni .
All'inizio del calciomercato estivo 2017 il Vittorio Veneto annuncia di aver sottoscritto un accordo con De Val per la stagione entrante.

## Palmarès

### Club

#### Competizioni nazionali
- Campionato italiano di Serie A2: 1

Pordenone: 2011-2012